# 錐台

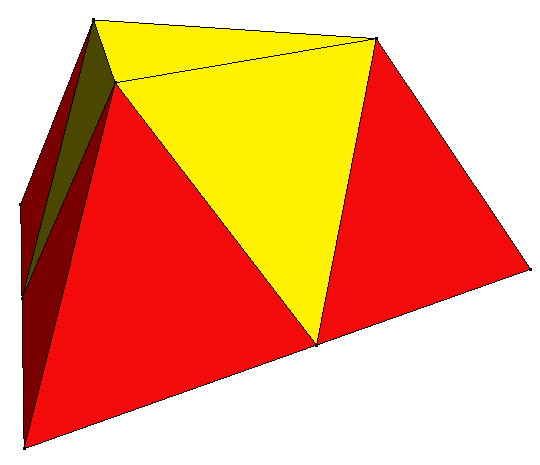
三角錐台

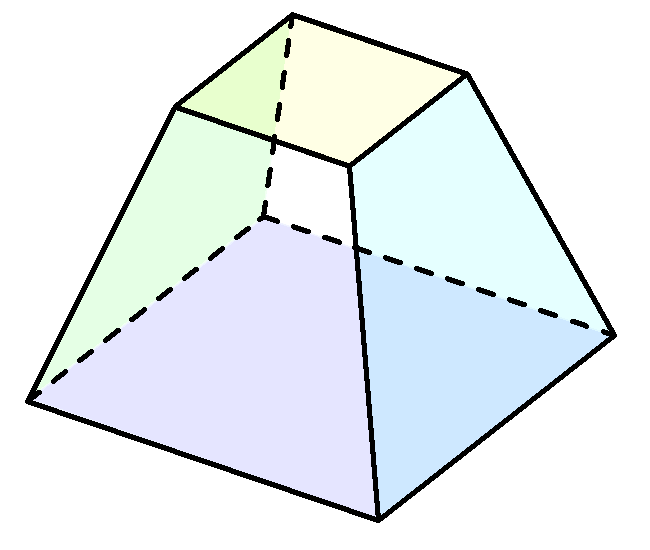
四角錐台

五角錐台

円錐台

錐台（すいだい、英: Frustum）は、錐体から、頂点を共有し相似に縮小した錐体を取り除いた立体図形であり、切頭錐体ともいう。あるいは言い換えれば、錐体面と2枚の平行な平面によって囲まれる立体図形である。
円錐からできる錐台を円錐台（切頭円錐）、角錐からできる錐台を角錐台（切頭角錐）、n 角錐からできる錐台を n 角錐台と呼ぶ。
錐台は2枚の平行な底面を持つ。台形の2本の底辺と同様に、それぞれを上底・下底と呼び区別することができる。底面の距離を高さと呼ぶ。
錐台の体積は、上底・下底の面積をそれぞれ s, S、高さを hと置くと、
{\displaystyle V={\frac {h}{3}}(s+{\sqrt {sS}}+S)}
となる。s = 0 （上底の面積が0）とすると錐体の体積の公式、s = S （上底と下底の面積が等しい）とすると柱体の体積の公式になる。